# Philippsreut
Philippsreut è un comune tedesco di 750 abitanti, situato nel land della Baviera.